# Bill Bottrell
Bill Bottrell (1952) é um compositor e produtor musical americano onze vezes ganhador do Grammy e responsável pelo álbum de estreia de Sheryl Crow, Tuesday Night Music Club. Entre os sucessos criados para a cantora estão "All I Wanna Do" e "Strong Enough".
Bottrell também trabalhou com Michael Jackson ("Black Or White"), Madonna ("Like A Virgin"), Elton John ("Songs From The West Coast") e Five for Fighting ("The Battle For Everything").